# Bariosincosite
La bariosincosite è un minerale.

## Etimologia
Il nome deriva dalla composizione chimica: è una sincosite ricca di bario.